# Steven Dick
Steven Dick (Glasgow, 16 de maio de 1982 — Budapeste, 24 de março de 2020) foi um diplomata escocês, vice-chefe de missão na embaixada britânica em Budapeste.
Em 24 de março de 2020, morreu aos 37 anos de idade de COVID-19 depois de ter testado positivo para SARS-CoV-2.

## Carreira[3]
- Vice-Embaixador Britânico na Hungria
- Chefe de Estratégia e Governança Corporativa, Departamento de Digital, Cultura, Mídia e Esporte
- Chefe de Gabinete do Diretor de Operações, Foreign & Commonwealth Office (FCO)
- Político, Embaixada Britânica em Cabul
- Chefe de Imprensa e Política Interna, Embaixada Britânica Riyadh
- Oficial de mesa, Direção de Migração, FCO
- Trainee graduado, Banco da Escócia Corporativo